# Supercopa Brasileira de Voleibol de 2022
A Supercopa Brasileira de Voleibol de 2022 foi a oitava edição desta competição organizada pela Confederação Brasileira de Voleibol. Participaram do torneio duas equipes em ambas categorias (masculina e feminina), os campeões da Superliga e da Copa Brasil.

## Sistema de disputa
O torneio foi disputado em um jogo único. As sedes das partidas foram o Arena Paulo Skaf, em Bauru, na variante feminina e, no naipe masculino, o Ginásio de Esportes Geraldo Magalhães, em Recife.

## Equipes participantes
As equipes que disputaram a Supercopa de Voleibol de 2022 foram:

### Masculino
| Equipe            | Cidade         | Qualificação                 | Última participação |
| ----------------- | -------------- | ---------------------------- | ------------------- |
| ASE Sada Cruzeiro | Contagem       | Campeão da Superliga 2021–22 | 2021 (Campeão)      |
| Minas             | Belo Horizonte | Campeão da Copa Brasil 2022  | Estreante           |

### Feminino
| Equipe           | Cidade         | Qualificação                 | Última participação |
| ---------------- | -------------- | ---------------------------- | ------------------- |
| Minas            | Belo Horizonte | Campeão da Superliga 2021–22 | 2021 (Vice-campeão) |
| Sesi/Vôlei Bauru | Bauru          | Campeão da Copa Brasil 2022  | Estreante           |

## Resultados

### Masculino
| 25 de setembro de 2022 10:30 Relatório | ASE Sada Cruzeiro | 3 — 0             | Minas Tênis Clube | Geraldão, Recife |
| 25 de setembro de 2022 10:30 Relatório | 25 25             | Set 1 Set 2 Set 3 | 19 14 18          | Geraldão, Recife |

### Feminino
| 23 de outubro de 2022 10:30 Relatório | Sesi/Vôlei Bauru | 3 — 1                   | Minas       | Arena Paulo Skaf, Bauru |
| 23 de outubro de 2022 10:30 Relatório | 26 19 25         | Set 1 Set 2 Set 3 Set 4 | 24 25 23 22 | Arena Paulo Skaf, Bauru |

## Premiações
| Supercopa Masculina de 2022           |
| Minas Gerais                          |
| ------------------------------------- |
| ASE Sada Cruzeiro Campeão (5º título) |

| Supercopa Feminina de 2022           |
| São Paulo                            |
| ------------------------------------ |
| Sesi/Vôlei Bauru Campeão (1º título) |